# Цуцзюй

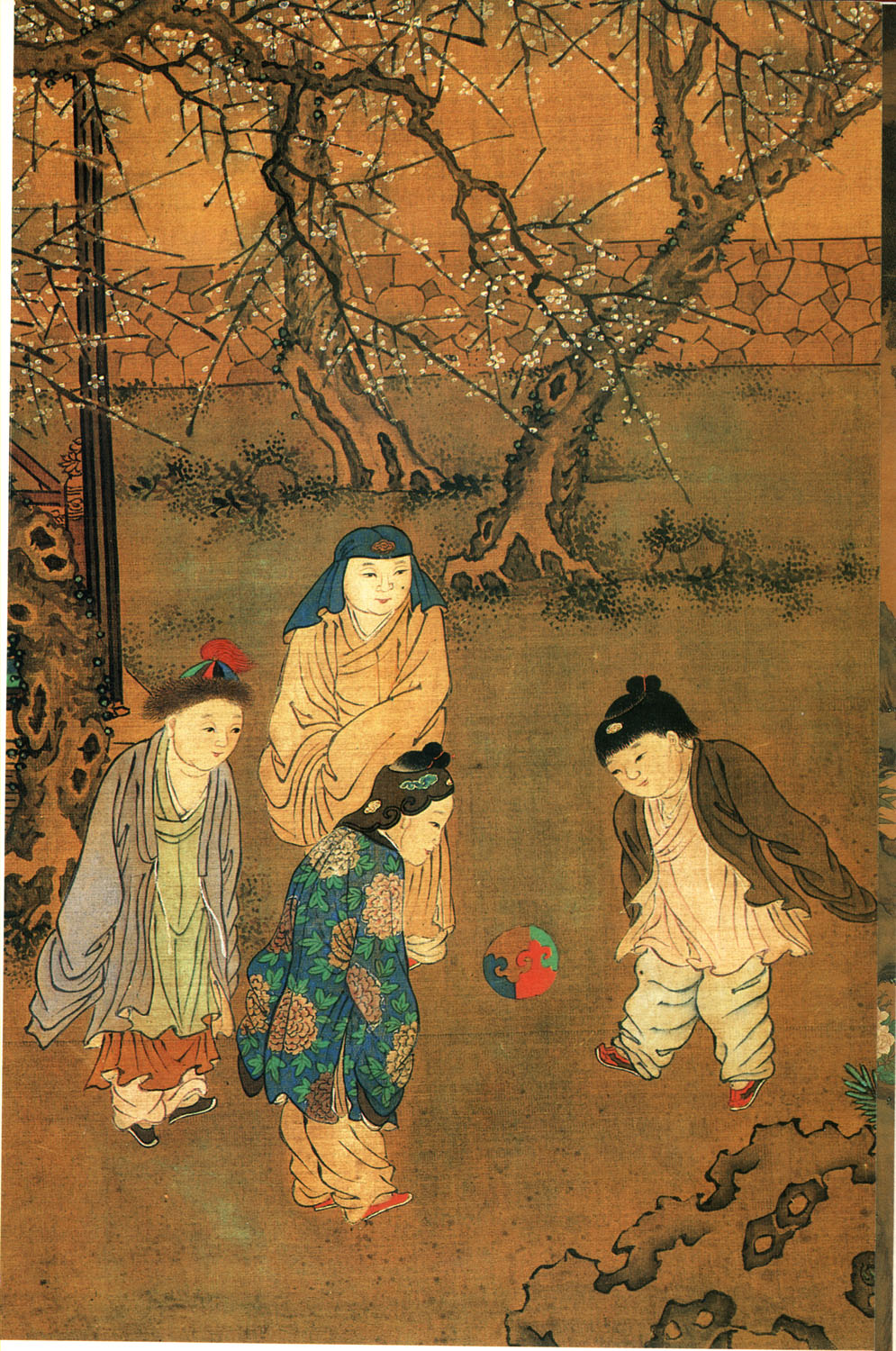
«Сотня дітлахів тривалою весною» (фрагмент картини). Су Ханьчен (1101—1161)

Цуцзюй (蹴鞠 — cùjū, у перекладі з сучасної китайської мови означає «удар», де «cu» означає «удар», а «ju» — «м'яч») — вид спорту, який походить із часів Стародавнього Китаю.
Цуцзюй зародився в період Чжаньго. Цей вид спорту практикувався в династії Тан. Сучасний футбол еволюціонував із цуцзюю. У 2004 році Міжнародна футбольна асоціація (FIFA) підтвердила походження футболу з провінції Шаньдун, Китай.
Перші письмові записи можна віднести до періоду воюючих держав. Цю думку підтримують вчені, які вважають, що цуцзюй виник у Період воюючих держав Ці (нині район Лінзі, провінція Шаньдун). За легендою, це був винахід Жовтого Імператора Китаю, який використовувався для фізичної підготовки солдатів. Військове навчання згодом переросло в гру. Відомі генерали Вей Цін і Хуо Кубін із династії Хань у вільний час грали з м'ячем. Також спорт цуцзюй поширений в таких країнах Східної Азії, як Північна Корея, Японія та В'єтнам.

## Історія

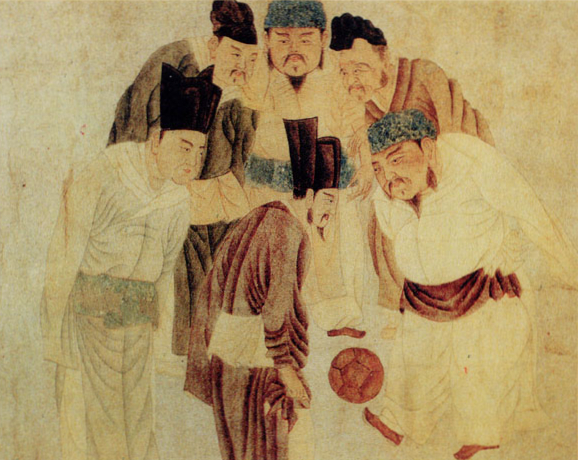
Імператор Чжао Куан'їнь грає у цуцзюй зі своїм чиновником. Цянь Сюань (1235—1305)

Найдавніші записи Китаю про цуцзюй можна віднести до «політики воюючих держав Ці Се» протягом весняно-осіннього періоду та періоду воюючих держав. Більше 2300 років тому провінція Шаньдун була дуже багатою й серед усіх доступних для них розваг була також і гра у цуцзюй. Основною причиною популярності цього виду спорту було насильницьке злиття в період воюючих держав, коли жителям міст доводилося вступати до лав армії. Участь у цуцзюї зміцнювала їх фізичну підготовку й здатність відповідати військовим потребам та бути гідним правителя. В іншій стародавній книзі «Біографія Суцина і Су Ціня» він також підтвердив «лихоманку цуцзюю».

## Розвиток та поширення впливу цуцзюю

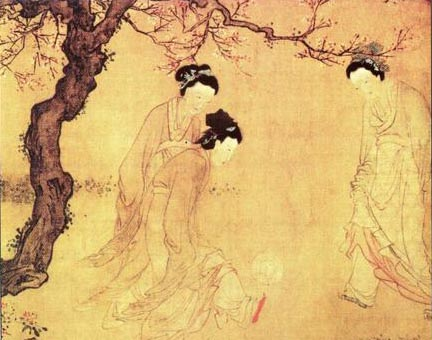
Китайські панянки грають у цуцзюй. Ду Цзінь (1465—1509)

У династії Хань цуцзюй також використовували у військовій підготовці, він з часом перетворився на професійний вид спорту з відносно чіткими правилами змагань. Це сталося за сприяння Лю Бана, імператора династії Хань. В імператорській родині династії Хань цуцзюй займав чільне місце — для нього спеціально створили та використовували корт, який був оточений стінами та трибунами. На той час офіційна гра цуцзюй виглядала так: дві команди, по дванадцять гравців у кожній, результат визначався кількістю забитих голів.
У часи династії Тан, цуцзюй розвинувся як різновид розваг, суттєво вдосконалюючи спортивні технології. На той час цуцзюй зазнав значних змін, через які він був максимально наближений до сучасного футболу. Тверду кулю, наповнену волоссям, яка використовувалася до часів правління династії Тан, замінили на надувний м'яч. Люди використовували вісім шматочків шкіри, вшивали в круглу оболонку кулі, вкладали в оболонку кулі міхур із сечею тварини для того, щоб «закрити її й роздути» (надути кулю з метою використання під час виступу). Встановлювалася сітка з двома бамбуковими жердинами, гравці ділилися на дві команди. Проводилися як багатолюдні заходи, у яких брали участь сотні людей з палацу, так і нечисленні змагання родинного типу за участі кількох людей.

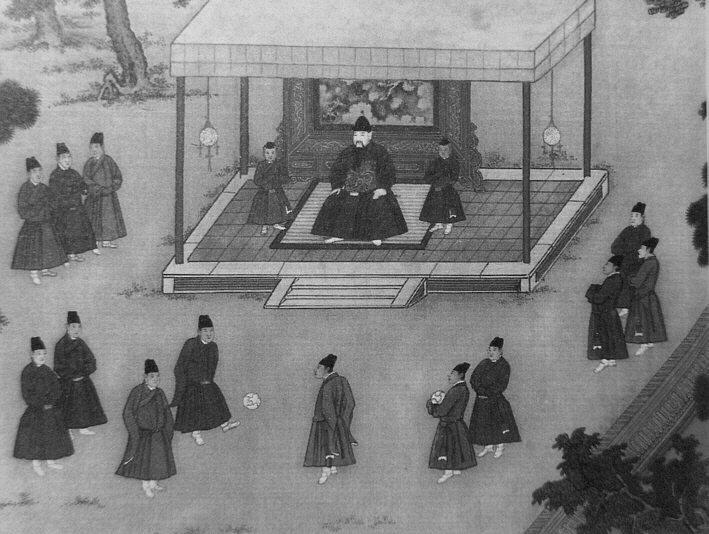
Імператор Чжу Ді спостерігає за грою у цуцзюй палацових євнухів. (XV ст.)

За часів династії Сун антагоністичний стиль двох команд почав поступово зникати, натомість з'явився стиль гри, який передбачав демонстрацію особистих навичок; він одержав назву «вільна гра». Сутність цього стилю полягала в тому, що гравець веде м'яч по колу, торкаючись його будь-якою частиною тіла, окрім рук та виконує різні дії; кінцева мета — не дати м'ячу впасти. Глядачам пропонувалися сольні виступи, інколи групові покази — дві-три особи або більше. Для популяризації цього виду розваг було створено професійну групу художників. Цуцзюй із часом став одним із найважливіших розважальних заходів у країні.

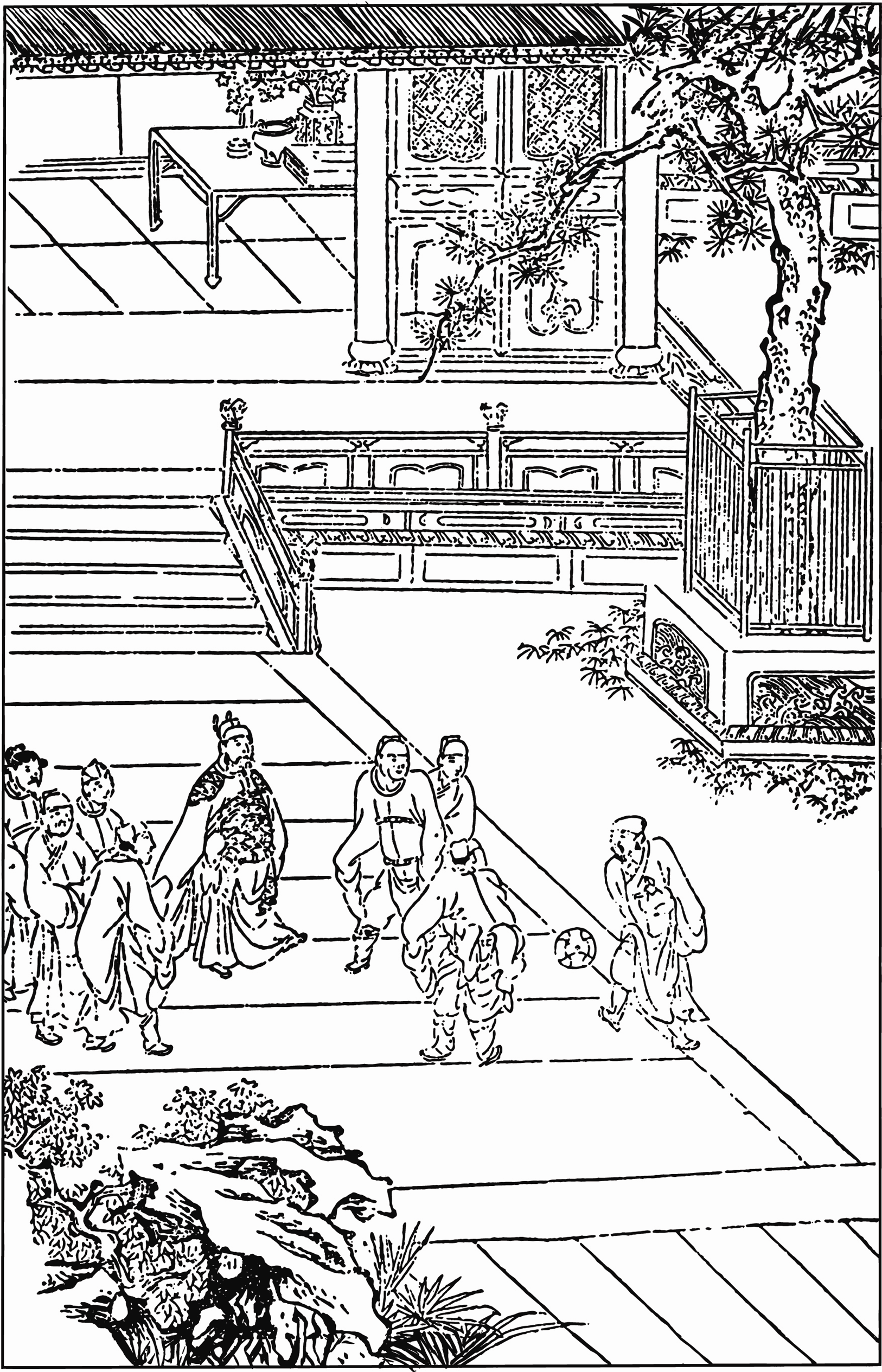
Зображення гри цуцзюй з книги «Річкове прибережжя» (XV ст.)

Після часів правління династії Мін рух цуцзюю та його популярність поступово занепадали. Попри це, цуцзюй усе ще був популярним серед аристократів та чиновників. Багато з них були настільки захоплені цією розвагою, що часто ігнорували свої обов'язки та відволікалися від справ. Більш того, повії в борделях знали, що чоловіки полюбляють цуцзюй, і через це останні також почали грати, щоб привабити гостей. Як результат, цуцзюй поступово стає вульгарною розвагою. Тому Мін Тайдзу наказав чиновникам і воїнам заборонити цуцзюй.
Коли цінські солдати заснували династію Цін, маньчжури врахували досвід династії Мін і повністю заборонили цуцзюй; вони ставили за мету відволікти чиновників від пустощів, а натомість зосередитися на виконанні державних і політичних справ.
Цуцзюй, у своїй більш енергійній формі, став популярним серед монголів, особливо серед кланів та родичів. Сталося це після того, як Кублай-хан заснував династію Юань.  

## Цуцзюй у сучасності
Кемарі (японське: けまり‧しゅうきく kemari ‧ shūkiku) досі є складовою японської культури та спорту.
У сучасні часи початкові школи деяких районів Китаю використовують цуцзюй як офіційну навчальну програму.

## Футбол і цуцзюй
На початку 2004 року Міжнародна футбольна асоціація (ФІФА) публічно підтвердила факт, що найперша форма футболу з'явилася в Китаї.

## У культурі
Історія цуцзюю покладена за основу серіалу «Одноногий Дін Цзяньшань». 
Також у фільмі «Червона скеля» є кліп про те, як Цао Цао тренував Вей Цзюнь під час заняття з цуцзюю.